# Do Prado da Cima
Do Prado da Cima es el nombre de una variedad cultivar de manzano (Malus domestica). Esta manzana es originaria de Galicia, está cultivada en la colección de árboles frutales y banco de germoplasma de Mabegondo con el Nº 216; ejemplares procedentes de esquejes localizados en San Xurxo de Cristimil, parroquia del municipio de Lalín (Pontevedra).

## Sinónimos
- "Manzana Do Prado da Cima",[4][5]
- "Maceira Do Prado da Cima".

## Características
El manzano de la variedad 'Do Prado da Cima' tiene un vigor vigoroso. Tamaño grande y porte erguido.
Época de inicio de brotación a partir del 1 de mayo y de floración a partir del 23 de mayo.
Las hojas tienen una longitud del limbo de tamaño medio, con la máxima anchura del limbo es media. Longitud de las estípulas es media y la máxima anchura de las estípulas es ancha. Denticulación del borde del limbo es serrado, con la forma del ápice del limbo acuminado y la forma de la base del limbo es cordiforme. Con subestípulas presentes.
Sus flores tienen una longitud de los pétalos corta, con una anchura de los pétalos estrecha, disposición de los pétalos superpuestos entre sí, con una longitud del pedúnculo media.
La variedad de manzana 'Do Prado da Cima' tiene un fruto de tamaño medio, de forma plana-globosa, de color amarillo, sin chapa. Epidermis de textura suave, con pruina en su superficie y con presencia de cera media. Sensibilidad al "russeting" (pardeamiento áspero superficial que presentan algunas variedades) muy poco sensible. Con lenticelas de tamaño mediano.
Los sépalos están dispuestos de forma parcialmente replegados, y superpuestos en su base; su fosa calicina es poco profunda y de una anchura estrecha. Pedúnculo de grosor medio y de longitud corto, siendo la cavidad peduncular de una profundidad media y de anchura estrecha. Con pulpa de color blanca, cuya firmeza es suave y su textura es intermedia; su jugosidad es intermedia, con sabor de acidez débil, y poco aromática.
Época de maduración y recolección desde el 1 de octubre. 'Do Prado da Cima' es una manzana que su destino es la conservación de esta variedad en el banco de germoplasma de Mabegondo como reserva genética.

## Susceptibilidades
- Oidio: no presenta
- Moteado: no presenta
- Raíces aéreas: no presenta
- Momificado: no presenta
- Pulgón lanígero: no presenta
- Pulgón verde: ataque débil
- Araña roja: no presenta
- Chancro del manzano: no presenta.[3]